# 로지엔터테인먼트
로지 엔터테인먼트(Logi Entertainment, Inc.)는 대한민국의 연예 기획사이다.

## 발자취
- 2005년 4월에 로지 엔터테인먼트 법인 설립. (개인 기업에서 전환)
- 2007년 9월에 오렌지 엔터프라이즈와 인수 합병

## 소속 연예인
- 김어진
- 김지혜
- 달래음악단
- 더 빨강
- 레이디
- 서동우
- 순심
- H-유진
- 진가가
- 최원준
- 캣츠
- 카렌